# Grand Prix cycliste de Gatineau 2019
La 10e édition du Grand Prix cycliste de Gatineau a lieu le 6 juin 2019. La course fait partie du calendrier international féminin UCI 2019 en catégorie 1.1. Elle est remportée par la Canadienne Leah Kirchmann.

## Parcours
Après un grand circuit parcouru deux fois avec l'ascension de Camp Fortune, le parcours effectue cinq tours de 9,4 km.

## Récit de course
L'équipe Rally et la sélection canadienne impriment un rythme élevé dans l'ascension de mi-course. Cela scinde en deux le peloton. Dans le final, des coureuses de Rally tentent de sortir, mais sans succès. Au sprint, Leah Kirchmann s'impose.

## Classements

### Classement final
| \| Classement général \| Classement général \| Classement général \| Classement général \| Classement général \| \| Coureuse \| Coureuse \| Pays \| Équipe \| Temps \| \| ------------------ \| ------------------------- \| ------------------ \| ------------------------------------ \| ------------------ \| \| 1re \| Leah Kirchmann \| Canada \| Canada \| 2 h 45 min 14 s \| \| 2e \| Allison Beveridge \| Canada \| Rally Cycling \| + 0 s \| \| 3e \| Kristabel Doebel-Hickok \| États-Unis \| Rally Cycling \| + 0 s \| \| 4e \| Ariane Bonhomme \| Canada \| The Cyclery Racing \| + 0 s \| \| 5e \| Emily Newsom \| États-Unis \| Tibco-Silicon Valley Bank \| + 0 s \| \| 6e \| Marie-Soleil Blais \| Canada \| Astana Women's Team \| + 0 s \| \| 7e \| Edwige Pitel \| France \| Cogeas-Mettler-Look Pro Cycling Team \| + 0 s \| \| 8e \| Ántri Christofórou \| Chypre \| Cogeas-Mettler-Look Pro Cycling Team \| + 0 s \| \| 9e \| Jennifer George \| Royaume-Uni \| Torelli-Assure \| + 0 s \| \| 10e \| Frédérique Larose-Gingras \| Canada \| Macogep \| + 0 s \| |                           |             |                                      |                 |
| |                           |             |                                      |                 |
| |                           |             |                                      |                 |
| Classement général |                           |             |                                      |                 |
| Coureuse | Coureuse                  | Pays        | Équipe                               | Temps           |
| 1re | Leah Kirchmann            | Canada      | Canada                               | 2 h 45 min 14 s |
| 2e | Allison Beveridge         | Canada      | Rally Cycling                        | + 0 s           |
| 3e | Kristabel Doebel-Hickok   | États-Unis  | Rally Cycling                        | + 0 s           |
| 4e | Ariane Bonhomme           | Canada      | The Cyclery Racing                   | + 0 s           |
| 5e | Emily Newsom              | États-Unis  | Tibco-Silicon Valley Bank            | + 0 s           |
| 6e | Marie-Soleil Blais        | Canada      | Astana Women's Team                  | + 0 s           |
| 7e | Edwige Pitel              | France      | Cogeas-Mettler-Look Pro Cycling Team | + 0 s           |
| 8e | Ántri Christofórou        | Chypre      | Cogeas-Mettler-Look Pro Cycling Team | + 0 s           |
| 9e | Jennifer George           | Royaume-Uni | Torelli-Assure                       | + 0 s           |
| 10e | Frédérique Larose-Gingras | Canada      | Macogep                              | + 0 s           |

### Points UCI
| Position           | 1er | 2e | 3e | 4e | 5e | 6e | 7e | 8e | 9e | 10e | 11e | 12e | 13e à 15e | 16e à 25e |
| Classement général | 125 | 85 | 70 | 60 | 50 | 40 | 35 | 30 | 25 | 20  | 15  | 10  | 5         | 3         |

## Organisation et règlement

### Primes
L'épreuve attribue les primes suivantes :
| Position | 1er   | 2e    | 3e    | 4e    | 5e    | 6e    | 7e    | 8e    | 9e    | 10e  |
| Prix     | 420 € | 365 € | 295 € | 185 € | 165 € | 155 € | 145 € | 130 € | 120 € | 65 € |

Les coureuses placées de la 11e à la 20e place  repartent avec 65 €.